# Palma Károly Ferenc
Szoblahói Palma Károly Ferenc (Rózsahegy, 1735. augusztus 18. – Pest, 1787. február 10.) történetíró, nagyprépost, kalocsai kanonok és címzetes püspök.

## Élete
Nemes szülők gyermeke. 1750. október 18-án lépett a jezsuita rendbe, s miután a bölcseletet Kassán, a teologiát Bécsben elvégezte és a szerzetesi fogadalmakat letette, tíz évig a nagyszombati királyi nevelőben és 1771-től a bécsi Theresianumban oktatta a nemes ifjúságot. A szerzetesrend felszámolása (1773) után Mária Terézia királynő a leányának, Krisztina főhercegnőnek udvari káplánjává nevezte ki, s ezután egész idejét a már régóta kedvelt hazai történelem kutatására és megírására fordította. Önálló munkássága során heraldikai emlékek gyűjtésével foglalkozott. Értékelésében a katolikus Habsburg-barát szempontokat érvényesítette. 1776. március 8-án kalocsai kanonok, április 6-án tiszai főesperes, december 21-én bácsi kisprépost, 1779-ben nagyprépost, 1780. október 1-jén őrkanonok, október 20-án kalocsai segédpüspök, kolofoni címzetes püspök, 1781. április 27-én nagyprépost, 1784. július 20-án címzetes püspök és érseki helyettes lett.

## Művei
- Heraldicae regni Hungariae specimen, regia, provinciarum, nobiliumque scuta complectens. Vindobonae, 1766, két rézm. táblával
- Notitia rerum hungaricarum ab origine ad nostram usque aetatem. Tyrnaviae, 1770. Három kötet, genealogiai táblával (2. bőv. és jav. kiadás. Uo. 1775. Két geneal. táblával; 3. jav. és bőv. kiadás. Pest, 1785)
- Abhandlung von den Titeln und Wappen, welche Maria Theresia als apostolische Königh von Hungarn führet. Wien, 1774. Két táblázattal (Palm névvel)
- Specimen genealogico-prognologicum ... a Rudolpho Coronino S. R. I. comite de Cronberg. Quod nunc novis genealogicis ac historicis accessionibus locupletavit, ad nostram usque aetatem continuavit. Edidit ... Viennae, 1774. 13. general. tábl. és egy rézm.
- A' magyaroknak Eredetekröl, Ezeknek Kirälyjainak Életekröl, Viselt dolgaikról, halákról, temettségekröl, kik alatt mi jött a' Magyar Koronához, és mi nyerettett-el.... Ketskemeti Zsigmonddal, Pozsony, 1784